# Helmut Lausen
Helmut Lausen (9 giugno 1952) è un ex calciatore tedesco, di ruolo attaccante.

## Carriera
Giocò in Bundesliga con Wuppertaler e Borussia Mönchengladbach. Con quest'ultimo club vinse una Coppa UEFA nel 1979.

## Palmarès
- Coppa UEFA: 1

Borussia Mönchengladbach: 1978-1979